# Кокичеви
Кокичеви (Amaryllidaceae) е семейство покритосеменни растения. То включва многогодишни, едносемеделни, цъфтящи, тревисти растения. Някои от членовете на семейството в миналото са поставяни в семейство Кремови. И до днес двете семейства традиционно се бъркат, но според съвременната класификация родовете в тях вече са строго подредени.
Системата APG III разширява семейството, като включва в него три подсемейства, две от които смятани за близкородствени на Кокичевите, членове в разред Asparagales.
Обикновено подземният орган на Кокичевите е много дребна (Кокиче) или доста едра (Хипеаструм) луковица. Листата са зелени, ципести, без дръжка с успоредна нерватура (жилкуване). Цветовете са с различна големина и много разнообразни по цвят при различните представители. При повечето са събрани в съцветия - Нерине, Кливия и др., но при някои като Гетилиса са единични. Често цветовете са с много приятен аромат.
Много познати представители са например Нарциса и Кокичето. Повечето Кокичеви се отглеждат като декоративни растения, тъй като са много красиви и при това доста разнообразни. Някои от видовете, обаче са застрашени и закона ги защитава. Такова растение е например Ворслеята. Въпросното семейство е изключително разпространено — включва видове, виреещи в много различни условия. Някои са разпространени в по-топлите климатични зони, понякога пустинни, а както и влажни, но други цъфтят след стопяването на най-обилните снегове из планините.

## Родове
Подсемейство Amaryllidoideae
- Acis
- Amaryllis
- Ammocharis
- Apodolirion
- Boophone
- Brunsvigia
- Caliphruria
- Calostemma
- Chlidanthus
- Clinanthus
- Clivia
- Crinum – Кринум
- Crossyne
- Cryptostephanus
- Cybistetes
- Cyrtanthus
- Eucharis
- Eucrosia
- Eustephia
- Galanthus – Кокиче
- Gethyllis
- Griffinia
- Habranthus
- Haemanthus
- Hannonia
- Hessea
- Hieronymiella
- Hippeastrum
- Hymenocallis
- Ismene
- Lapiedra
- Leptochiton
- Leptochiton
- Lapiedra
- Leptochiton
- Leucojum – Блатно кокиче
- Lycoris
- Mathieua
- Namaquanula
- Narcissus – Нарцис
- Nerine
- Pamianthe
- Pancratium – Панкрациум
- Paramongaia
- Phaedranassa
- Phycella
- Placea
- Plagiolirion
- Proiphys
- Pyrolirion
- Rauhia
- Rhodophiala
- Scadoxus
- Sprekelia
- Stenomesson
- Sternbergia
- Strumaria
- Traubia
- Ungernia
- Urceolina
- Vagaria
- Vallota
- Worsleya
- Zephyranthes

Подсемейство Agapanthoideae
- Agapanthus

Подсемейство Allioideae
- Allium (лук)
- Ancrumia
- Caloscordum
- Erinna
- Garaventia
- Gethyum
- Gilliesia
- Ipheion
- Leucocoryne
- Miersia
- Milula
- Muilla
- Nectaroscordum
- Nothoscordum
- Solaria
- Speea
- Trichlora
- Tristagma
- Tulbhagia
- Zoelnerallium